# 橘氏人
橘 氏人（たちばな の うじひと）は、平安時代初期の貴族。参議・橘奈良麻呂の孫。内舎人・橘清友の子。仁明天皇の外叔父。官位は正四位下・神祇伯。

## 経歴
嵯峨朝末の弘仁13年（822年）従五位下に叙爵し、淳和朝の天長5年（828年）従五位上に昇進する。
天長10年（833年）3月に甥の仁明天皇の即位に伴い正五位下に、同年11月には従四位下と続けて昇叙される。仁明朝では大蔵大輔・左京大夫・刑部卿・神祇伯といった京官を歴任する一方、尾張守を兼ねた。またこの間、承和6年（839年）従四位上、承和11年（844年）には正四位下・蔵人頭に昇った。承和12年（845年）7月4日卒去。最終官位は神祇伯正四位下。

## 官歴
注記のないものは『六国史』による。
- 時期不詳：正六位上
- 弘仁13年（822年） 10月1日：従五位下
- 天長5年（828年） 正月7日：従五位上
- 天長10年（833年） 3月6日：正五位下。11月18日：従四位下
- 承和3年（836年） 2月7日：大蔵大輔
- 承和6年（839年） 正月7日：従四位上
- 時期不詳：左京大夫
- 承和8年（841年） 正月13日：兼尾張守
- 承和9年（842年） 8月11日：刑部卿、尾張守如故
- 承和10年（843年） 2月10日：神祇伯、尾張守如故
- 承和11年（844年） 正月7日：正四位下。12月：蔵人頭[1]
- 承和12年（845年） 7月4日：卒去（神祇伯正四位下）

## 系譜
- 父：橘清友
- 母：不詳
- 生母不明の子女
  - 男子：橘清蔭[2]
  - 男子：橘休蔭[3]
  - 男子：橘常蔭[4]
  - 男子：橘信蔭[3]（?-880）
  - 男子：橘茂蔭[3]